# Vrbovka žláznatá
Vrbovka žláznatá (Epilobium adenocaulon, syn: Epilobium ciliatum) je druh rostliny z čeledi pupalkovité (Onagraceae).V literatuře je možné nalézt i jméno vrbovka brvitá

## Popis
Jedná se o vytrvalou rostlinu dosahující výšky nejčastěji 20–120 cm. Oddenky jsou poměrně krátké, po odkvětu se na nich vytváří nadzemní růžice listů. Lodyha bohatě větvená (řidčeji jednoduchá), dole lysá nebo skoro lysá, v horní části přitiskle pýřitá s hojnými odstálými žláznatými chlupy, od listů sbíhají 2–4 úzké linie. Dolní listy jsou vstřícné, horní pak střídavé, krátce řapíkaté, řapíky 2–5 mm dlouhé. Čepele jsou nejčastěji podlouhle až vejčitě kopinaté, nejčastěji tmavě zelené, asi 7–11 cm dlouhé a 1,5–3 cm široké, na okraji pilovitě zubaté, na každé straně s 20–35 zuby. Květy jsou uspořádány v květenstvích, vrcholových hroznech a vyrůstají z paždí listenu. Květy jsou čtyřčetné, kališní lístky jsou 4, nejčastěji 3 mm dlouhé. Korunní lístky jsou taky 4, jsou nejčastěji 4–6 mm dlouhé, na vrcholu hluboce vykrojené, světle až tmavě růžové, zřídka bělavé. Ve střední Evropě kvete nejčastěji v červenci až v září. Tyčinek je 8 ve 2 kruzích. Semeník se skládá ze 4 plodolistů, je spodní, čnělka je přímá, blizna je celistvá, kyjovitá. Plodem je asi 4–6 cm dlouhá tobolka, je přitiskle pýřitá s odstálými žláznatými chlupy, v obrysu čárkovitého tvaru, čtyřhranná a čtyřpouzdrá, otvírá se 4 chlopněmi, obsahuje mnoho semen. Semena jsou cca 1 mm dlouhá, na vrcholu s chmýrem a krátkým průsvitným límečkovitým přívěskem a osemení je hustě papilnaté, papily jsou špičaté a vytváří husté řady. Počet chromozómů je 2n=18 nebo 36.

## Rozšíření ve světě
Vrbovka žláznatá byla původně rozšířena jen v Severní Americe, dnes však je jako neofyt rozšířena i jinde, např. v Evropě, Asii, na Havaji, v Jižní Americe, v Austrálii, Tasmánii a na Novém Zélandu.

## Rozšíření v Česku
V ČR je to dnes velmi hojný druh od nížin do subalpínského stupně. Jedná se o neofyt a invazní druh, který roste na rozmanitých stanovištích, nejčastěji antropogenního charakteru. Z ČR je známa od roku 1926, masivně se však začala šířit až v 60. letech 20. století a za relativně krátkou dobu se stala vrbovka žláznatá jedním z nejhojnějších druhů vrbovek v ČR. Má široké rozpětí stanovištních nik, Dr. Josef Holub o invazi vrbovky referoval: „Rostlina s velmi širokou ekologickou amplitudou, nalezena před kapličkou v Obřím dole i u schodů ÚV KSČ v Praze.” 